# Palazzo di Margherita d'Austria
Il palazzo di Margherita d'Austria (in olandese paleis van Margareta van Oostenrijk), detto anche palazzo di Savoia (Hof van Savoye), è un edificio nobiliare della città fiamminga di Malines, in Belgio. Rappresenta uno dei maggiori esempi di architettura rinascimentale della nazione.

## Storia e descrizione

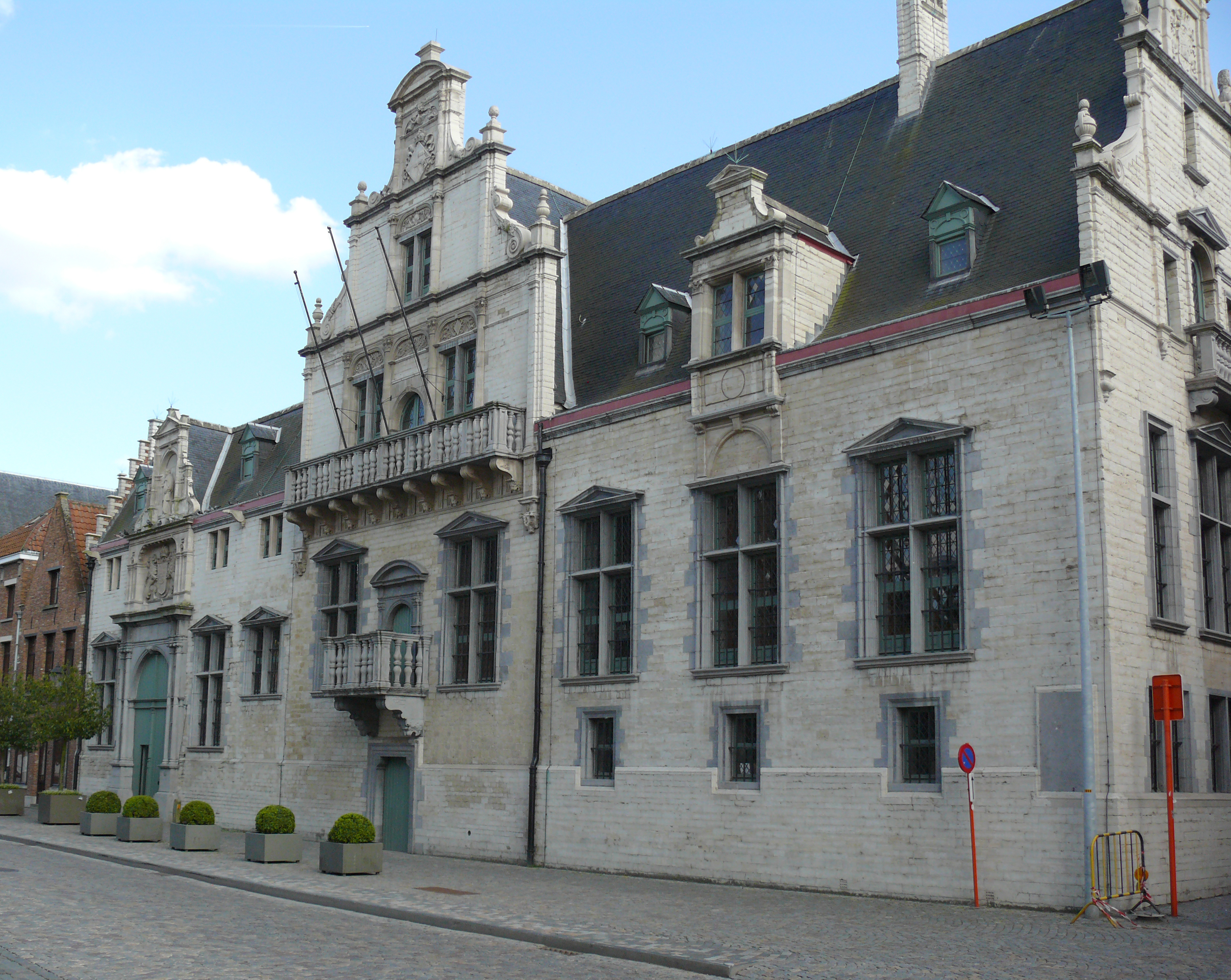
La facciata principale

Margherita d'Asburgo, figlia dell'imperatore Massimiliano I, conosciuta anche come Margherita di Savoia dal suo secondo matrimonio col duca Filiberto II di Savoia, era una delle donne più illuminate e colte del Cinquecento. Nel 1507 venne nominata dal padre governatrice dei Paesi Bassi e le fu assegnata una casa in Korte Maagdenstraat a Malines; le piccole dimensioni furono il motivo della sua ristrutturazione.
Nel 1517 il celebre architetto cittadino Rombout II Keldermans presentò un ambizioso progetto per espandere notevolmente la residenza lungo Kaizerstraat. Il disegno, ispirato ai nuovi canoni dell'architettura del Rinascimento che arrivavano dall'Italia, incentrava l'edificio attorno a un cortile sistemato a giardino e circondato da portici. Keldermans ne iniziò subito i lavori, che proseguirono ininterrotti fino al 1530, anno della morte di Margherita. È uno dei primi edifici eretti in Belgio di stile rinascimentale. 
Lo storico inglese Eric William Ives descrive che Anna Bolena, in visita alla corte di Margherita, rimase così colpita dalla corte interna e dall'ala sud del palazzo che le prese a modello per la ricostruzione del palazzo di Whitehall a Londra intorno al 1530.
In seguito alla morte di Margherita il palazzo passò al Comune. Nel 1546 l'edificio venne danneggiato da un'esplosione della Zandpoort, (Porta delle Polveri). Nel 1561 venne acquistato da Antoine Perrenot de Granvelle, primo arcivescovo della città e braccio destro di Filippo II di Spagna. Il nuovo arcivescovo continuò i lavori di ampliamento, affidandoli all'architetto francese Guyot de Beauregard, che terminò la costruzione nel 1577.
Nel 1609 l'edificio venne riacquistato dal Comune e destinato già nel 1616 a divenire sede del Grote Raad van Mechelen (Gran Consiglio di Malines), autorità giuridica suprema di tutti i Paesi Bassi, cui restò fino al 1795, quando venne destituito dall'invasione successiva alla Rivoluzione francese.
Il complesso venne ampiamente restaurato tra il 1876 e il 1885 dall'architetto provinciale Leonard Blomme per adattarlo a Palazzo di Giustizia,  Gerechtshof, uso cui è ancora oggi destinato.